# Alexis Fontaine des Bertins

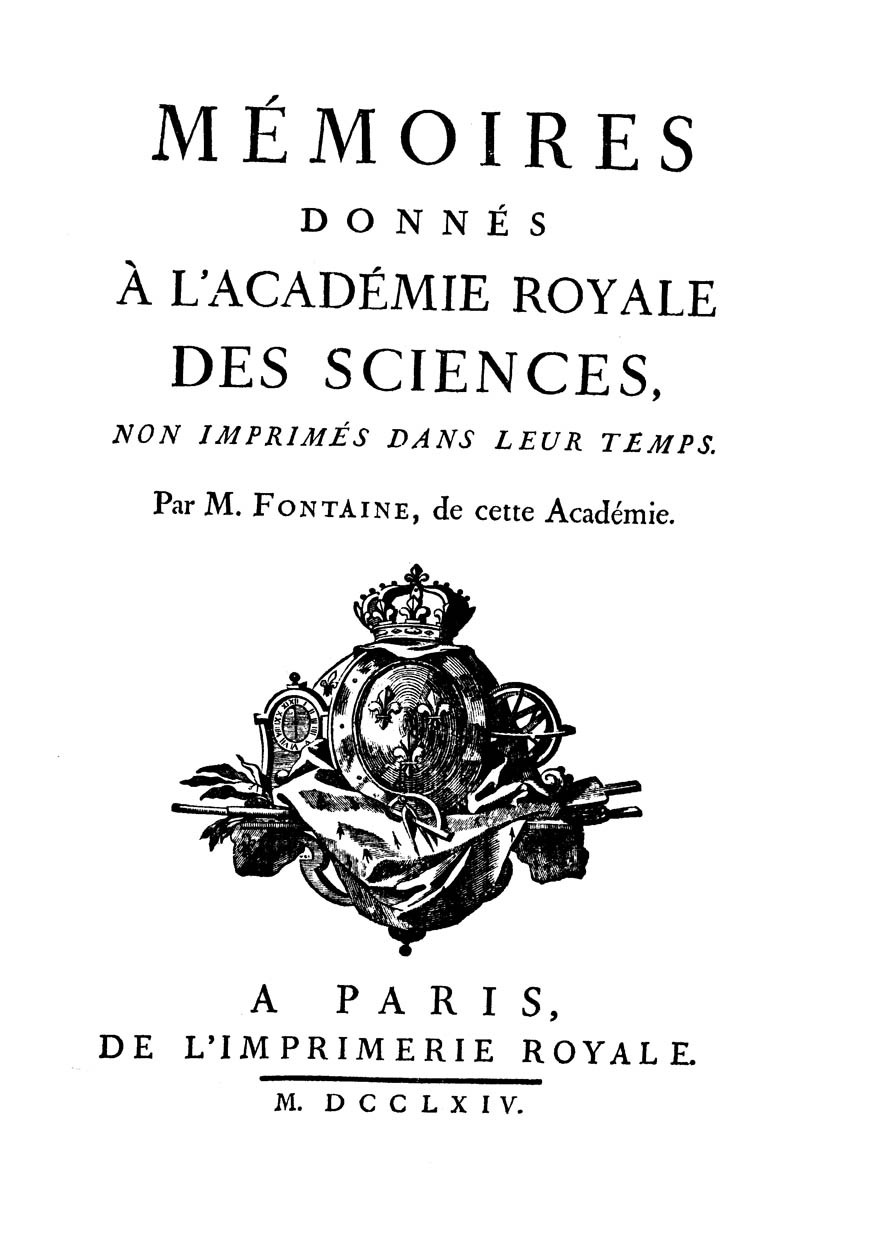
Mémoires donnés à l'Académie royale des sciences, 1764

Alexis Fontaine des Bertins (Claveyson, 13 agosto 1704 – Cuiseaux, 21 agosto 1771) è stato un matematico francese. Fu maestro di Jean-Jacques de Marguerie e membro dell'Accademia francese delle scienze dal 1733.

## Biografia
La sua passione per la matematica cominciò leggendo Géométrie de l'infini di Bernard Le Bouyer de Fontenelle. Ottenne risultati per la risoluzione della curva tautocrona, della brachistocrona e delle traiettorie ortogonali.

## Opere
- (FR) Alexis Fontaine des Bertins, Mémoires donnés à l'Académie royale des sciences, Imprimerie Royale Paris, 1640-1792, 1764.